# Монумент Ухуру
Монуме́нт Уху́ру (суах. Mnara wa Uhuru, англ. Uhuru Monument; також відомий як монумент смолоскипу Ухуру) — пам'ятник на честь незалежності Танзанії у місті Дар-ес-Саламі; місцева пам'ятка і туристична атракція.
Розташований у середмісті Дар-ес-Салама в міському парку Мназі-Ммоджа (Mnazi Mmoja Park), частково обнесений парканом.
Монумент являє собою білий обеліск з реплікою смолоскипа Ухуру (свободи) на верхівці.
Був зведений у 1961 році на честь незалежності Танганьїки (сучасна Танзанія) і відтоді є однією з визначних пам'яток міста й країни.
Подібні пам'ятники є в багатьох інших містах Танзанії.